# Koczany (rejon rudniański)
Koczany (ros. Кочаны) – wieś (ros. деревня, trb. dieriewnia) w zachodniej Rosji, w osiedlu wiejskim Czistikowskoje rejonu rudniańskiego w obwodzie smoleńskim.

## Geografia
Miejscowość położona jest 25,5 km od granicy z Białorusią, 5 km od najbliższego przystanku kolejowego (439 km), 5 km od drogi federalnej R120 (Orzeł – Briańsk – Smoleńsk – granica z Białorusią), 19,5 km od drogi magistralnej M1 «Białoruś», 11 km od centrum administracyjnego osiedla wiejskiego (Czistik), 18 km od centrum administracyjnego rejonu (Rudnia), 46,5 km od Smoleńska.

## Demografia
W 2010 r. miejscowości nikt nie zamieszkiwał.

## Historia
W czasie II wojny światowej od lipca 1941 roku wieś była okupowana przez hitlerowców. Wyzwolenie nastąpiło w październiku 1943 roku.
Uchwałą z dnia 20 grudnia 2018 roku w skład jednostki administracyjnej Czistikowskoje weszły wszystkie miejscowości (w tym Koczany) zlikwidowanego osiedla wiejskiego Smoligowskoje.